# IntercontinentalExchange
Intercontinental Exchange (ICE) è una società finanziaria statunitense nata nel 2000 che opera in mercati basati su Internet che commercia in futures ed energia, commodity e prodotti finanziari derivati nei mercati over the counter. Mentre l'obiettivo principale della società in principio erano prodotti energetici (petrolio grezzo e raffinato, gas naturale...) con le recenti acquisizioni ha esteso le sue attività in commodity quali lo zucchero, il cotone e il caffè, scambio di valuta estera.
Nel 2011, ICE e il gruppo NASDAQ hanno unito le forze per fare un'offerta alla Borsa tedesca, dopo che questa aveva annunciato un accordo da 9,5 miliardi di dollari per fondersi con NYSE Euronext, ma avendo incontrato resistenze da parte dell'antitrust entrambi si ritirarono.
Nel dicembre 2012 ICE ha annunciato che avrebbe acquistato NYSE Euronext per 8.2 miliardi di dollari, ed era in attesa di conferma.
Entrambi i consigli di amministrazione di ICE e NYSE Euronext hanno poi approvato l'acquisizione.
A Dicembre 2015, ICE ha acquistato Interactive Data Corporation con lo scopo di diventare leader anche in reference data, evaluations e più in generale nello scambio di dati finanziari inerenti a qualsiasi strumento finanziario.